# Ragnar Nyberg
Ragnar Fredrik Waldemar Nyberg, född 17 oktober 1893 i Stockholm, död 1966 i Göteborg, var en svensk målare och grafiker.
Han var son till boktryckaren Ehrnfried Reinhold Valdemar Nyberg och Hermance Florentina Sofia Kristina Martinsson och gift första gången från 1918 med Barbro Martina Lindhe och andra gången från 1941 med Ester Taube, syster till Nybergs ven, Evert Taube. Nyberg studerade vid Konsthögskolan i Stockholm 1910-1914 där han tilldelades kanslermedaljen 1912 och den kungliga medaljen 1914. Samtidigt med studierna vid Konsthögskolan deltog han i Axel Tallbergs etsningskurs. Han var Jenny Linds resestipendiat 1920-1921 och företog studieresor till England, Belgien, Frankrike och Italien. Separat ställde han ut i Köpenhamn 1918 och på Gummesons konsthall 1922. Tillsammans med Wilhelm Landqvist ställde han ut på Köpmännens hus i Göteborg och han medverkade i Salon des Indépendants i Paris samt i samlingsutställningar med Sveriges allmänna konstförening. Bland hans offentliga arbeten märks en större dekorativ målning för Allmänna brandstodsbolaget i Stockholm. Hans konst består av stilleben, porträtt, interiörer, samt landskap och skärgårdsmotiv och en rad teckningar i krita, tusch eller blyerts. Nyberg är representerad vid Nationalmuseum, Stockholm, Västerås konstmuseum, Östersunds museum, Göteborgs universitetsbibliotek och i Uppsala universitetsbibliotek.